# Булашев, Зинатулла Гизатович
Зинатулла Гизатович Булашев (баш. Зиннәтулла Ғиззәт улы Булашев, 7 апреля 1894, д. Карашиды — 11 июля 1938, Уфа) — советский партийный и государственный деятель, председатель СНК Башкирской АССР (1930—1937).

## Биография
Зинатулла Булашев родился 7 апреля 1894 года в деревне Карашиды Уфимской губернии. Отец его был зажиточным крестьянином с кулацким уклоном, занимался хлебопашеством и пчеловодством, имел более 60 десятин земли, около 100 пчелосемей и значительное количество скота.
Зинатулла родился, когда его отцу было 60 лет, а его второй жене — матери новорожденного — 17 лет. От его первой жены, которая умерла, у отца было 11 детей. Отец умер, когда Зинатулле было полтора года, все имущество семьи по обычаю перешло к старшему из сыновей, который его быстро промотал.
Зинатулла до 15 лет жил с матерью, помогая ей вести хозяйство.
Год учился в религиозной школе в деревне Киишки, в 1911—1915 годах учился в медресе «Расулия» в Троицке. В 1918 году — слушатель Курсов сельских мерщиков, затем на педагогических курсах. С 1921 по 1922 годы учился в Коммунистическом университете им. Я. М. Свердлова в Москве. Член РКП(б) с 1920 года.
Место работы: В 1915 году Зинатулла Гизатович работал в уездной земской управе в городе Троицке сначала младшим, а затем старшим курьером, в 1918—1921 годах — учителем, заведующим Яланским кантонным отделом народного образования, заведующим земельным отделом. С 1922 по 1925 годы — преподаватель, заведующий Учебной частью Башкирской областной школы советского и партийного строительства. С 1925 по 1928 годы — ответственный секретарь Аргаяшского кантонного комитета РКП(б) — ВКП(б) (Башкирская АССР), секретарь Партийной коллегии Башкирской областной контрольной комиссии ВКП(б), где следил за соблюдением коммунистами партийной этики.
С 10.1.1930 по 10.1937 — председатель СНК Башкирской АССР.
26 января—10 февраля 1934 года делегат XVII съезда ВКП(б)
6 августа 1937 года на пленуме обкома партии Булашев был исключен из состава членов бюро, пленума обкома и из рядов ВКП(б) «как разоблаченный и арестованный враг народа». 10 июля 1938 года он был осужден приговором Военной коллегии Верховного суда СССР к высшей мере наказания — расстрелу с конфискацией имущества.
Репрессированы также члены его семьи. Жена — Мукарама Тухватшиевна (инструктор Уфимского горкома ВКП(б)), как член семьи врага народа отсидела в лагерях Караганды восемь лет. Умерла в 1978 году в Уфе. Их малолетних детей, сына и дочь, отвезли в Елабужский школьный детдом.
Реабилитирован в 1956 году.

## Дело Булашева и валидовцев
На Чрезвычайном Х Всебашкирском съезде Советов, состоявшемся 20 июня 1937 года, Зинатулла Гизатович сделал доклад «О проекте Конституции Башкирской АССР». Через месяц в газетах «Известия» и «Правда» появились статьи «Башкирские буржуазные националисты и их покрыватели» и «Кучка буржуазных националистов в Башкирии», в которых говорилось: «В Совнаркоме председательствует Булашев — закадычный друг и собутыльник Тагирова и прочих буржуазных националистов. Это им, Булашевым, подписаны вредительские директивы, направленные к развалу сельского хозяйства, промышленности и финансовых органов Башкирии» («Известия»). "Председатель Совнаркома Башкирии Булашев группировал вокруг себя буржуазных националистов, насаждал их в аппарат наркоматов, долгие годы не давал «разоблачать агентуру Валидова» («Правда»).
В рамках борьбы с «национал-уклонизмом» и репрессий по «национальным линиям» органы НКВД сфабриковали уголовное «дело Булашева» о «башкирской буржуазно-националистической оппозиции и контрреволюционной организации» «валидовцев» (по имени находящегося в эмиграции видного деятеля башкирского национально-освободительного движения Заки Валидова) и проводили репрессии против Булашева и многих башкирских политических и общественных деятелей.

## Награды
Награждён орденом Ленина (1935).

## Память
В селе Новые Каршады Уфимского района РБ одна из улиц носит имя Булашева Зинатуллы Гизатовича.